# Tablica reklamowa

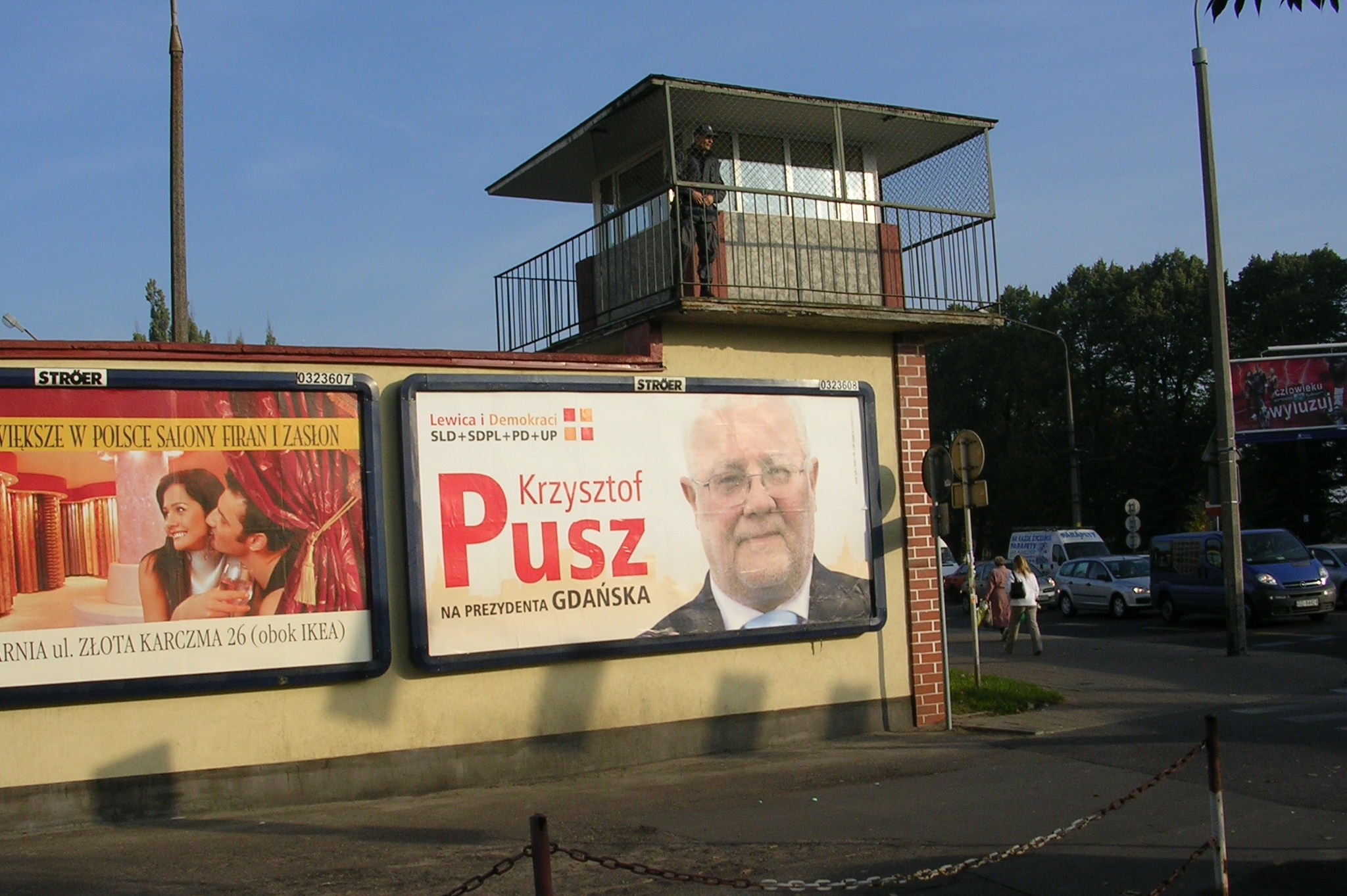
Tablica reklamowa

Tablica reklamowa – jeden z nośników reklamy outdoorowej (zewnętrznej), umieszczana na specjalnie przystosowanych do tego słupach, fundamentach lub montowana na ścianach budynków, służąca do eksponowania reklam.
Według ustawy o planowaniu i zagospodarowaniu przestrzennym jest to przedmiot materialny przeznaczony lub służący ekspozycji reklamy wraz z jego elementami konstrukcyjnymi i zamocowaniami, o płaskiej powierzchni służącej ekspozycji reklamy, w szczególności baner reklamowy, reklamę naklejaną na okna budynków i reklamy umieszczane na rusztowaniu, ogrodzeniu lub wyposażeniu placu budowy.